# Cultura Idfuana
A Cultura Idfuana desenvolveu-se entre 18000-17000 AP. Desenvolveu uma técnica levallois característica para fabricação de buris e raspadores, tendo ela influenciado culturas vizinhas como a safahana.